# ديزموند سيم
ديزموند سيم (بالإنجليزية: Desmond Sim)‏ هو كاتب سيناريو ورسام سنغافوري، ولد في 1961 في سنغافورة.

## وصلات خارجية
- ديزموند سيم على موقع IMDb (الإنجليزية)
- ديزموند سيم على موقع قاعدة بيانات الفيلم (الإنجليزية)